# Международна федерация по хокей на лед
Международната федерация по хокей на лед (на английски: International Ice Hockey Federation (IIHF)) е основана през 1908 година и е световен ръководен орган в областта на хокея на лед и ин-лайн хокея.
Председателството се намира в Цюрих, Швейцария. Носи отговорност за организирането на международните първенства по хокей на лед.
Въпреки международната се признатост, федерацията може да упражнява слаб контрол в Северна Америка, където се намира най-голямата хокейна организация НХЛ. Нейната власт се представлява предимно в Европа, където ръководи лигите и първенствата по хокей на лед. „Хокей САЩ“ и „Хокей Канада“ са единствените членове на федерацията, които имат свои собствени правила.

## Класиране (мъже), 2006 г.
Легенда: позиция – отбор – промяна от 2005
1. Швеция (+1)
2. Канада (-1)
3. Чехия (-)
4. Словакия (-)
5. Финландия (+2)
6. Русия (-1)
7. САЩ (-1)
8. Швейцария (-)
9. Латвия (-)
10. Германия (-)
11. Казахстан (+4)
12. Австрия (+1)
13. Беларус (-1)
14. Украйна (-4)
15. Дания (-1)
16. Словения (-)
17. Италия (+2)
18. Норвегия (-)
19. Франция (-2)
20. Полша (+1)
21. Япония (-1)
22. Унгария (-)
23. Холандия (-)
24. Естония (-)
25. Румъния (+1)
26. Литва (+1)
27. Китай (+1)
28. Хърватия (+2)
29. Сърбия и Черна гора (-)
30. България (+5)
31. Великобритания (-6)
32. Южна Корея (-1)
33. Белгия (-1)
34. Австралия (-)
35. Израел (-)
36. Северна Корея (-)
37. Испания (-)
38. Нова Зеландия (-)
39. Исландия (-)
40. ЮАР (-2)
41. Турция (-)
42. Люксембург (-1)
43. Мексико (-)
44. Ирландия (-3)
45. Армения (-)

Класирането е обновено след олимпиадата в Торино 2006 